# Der Gefangene von Dahome
Der Gefangene von Dahome er en tysk stumfilm fra 1918 af Hubert Moest.

## Medvirkende
- Fritz Delius
- Paul Hartmann
- Friedrich Kühne
- Ursula Stein